# Oligacanthorhynchus ricinoides
Oligacanthorhynchus ricinoides är en hakmaskart som först beskrevs av Rudolphi 1808.  Oligacanthorhynchus ricinoides ingår i släktet Oligacanthorhynchus och familjen Oligacanthorhynchidae. Inga underarter finns listade i Catalogue of Life.